# Sól drogowa

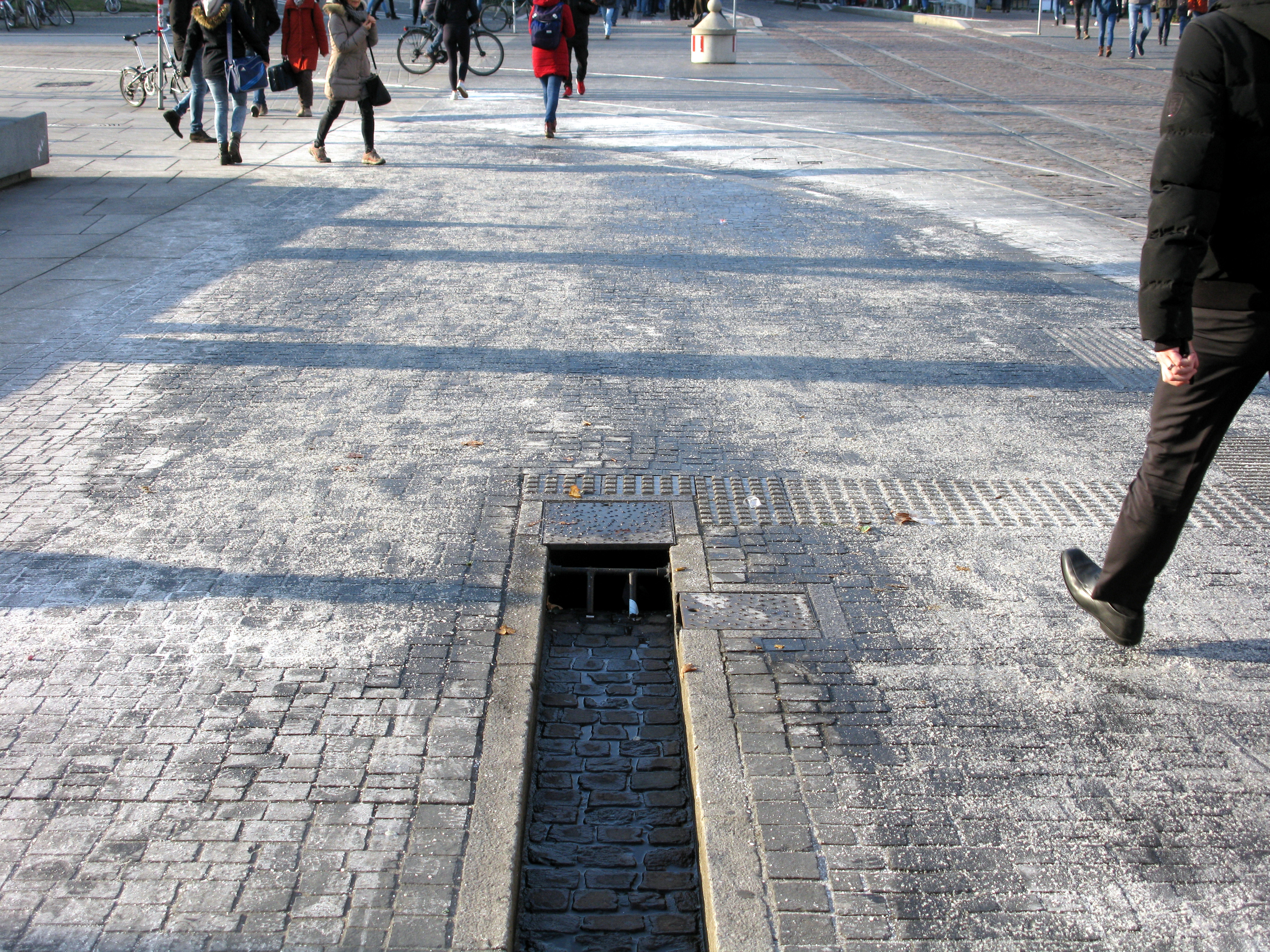
Sól wysypana na chodniku

Sól drogowa – artykuł przemysłowy będący niemal czystym chlorkiem sodu (zawartość NaCl od 90% do 97%). Jest stosowana jako środek do rozmrażania i zwalczania śliskości zimowych na drogach, chodnikach i innych ciągach komunikacyjnych. W handlu dostępna zwykle w formie nieoczyszczonej soli kamiennej.
Sól drogowa według normy PN-86/C-84081/02
- zawartość chlorku sodu NaCl – co najmniej 90%
- zawartość substancji nierozpuszczalnych w wodzie – 8,0% maksymalnie
- zawartość wody – 3,0% maksymalnie
- zawartość żelazocyjanku potasowego (dodawanego w celu zapobiegania zbrylaniu soli) – 20 mg/kg
- klasa ziarnowa soli: 1÷6 mm; wielkość odsiewu na sicie górnym 6,0 mm maksymalnie 10%, a wielkość przesiewu na sicie dolnym 1,0 mm maksymalnie 20%

## Szkodliwość soli drogowej
Sól drogowa negatywnie wpływa na środowisko naturalne, odbarwia i niszczy obuwie oraz betonowe elementy infrastruktury drogowej (krawężniki, płytki chodnikowe, kostkę brukową, itp.), a także przyśpiesza korozję podwozi i karoserii aut. Wzrost stężenia soli w glebie uniemożliwia korzeniom roślin pobieranie wody, w konsekwencji powodując ich karłowacenie i usychanie. W państwach Skandynawii, ale również w niektórych miastach w Polsce, zakazuje się sypania soli na chodniki.
Jako alternatywę dla chlorku sodu stosuje się chlorek wapnia wzbogacony m.in. substancjami hamującymi korozję oraz utrzymującymi właściwą kwasowość. Chlorek wapnia jest skuteczniejszy w niskich temperaturach i mniej szkodliwy dla roślinności.

## Sposób przechowywania i transportu soli drogowej

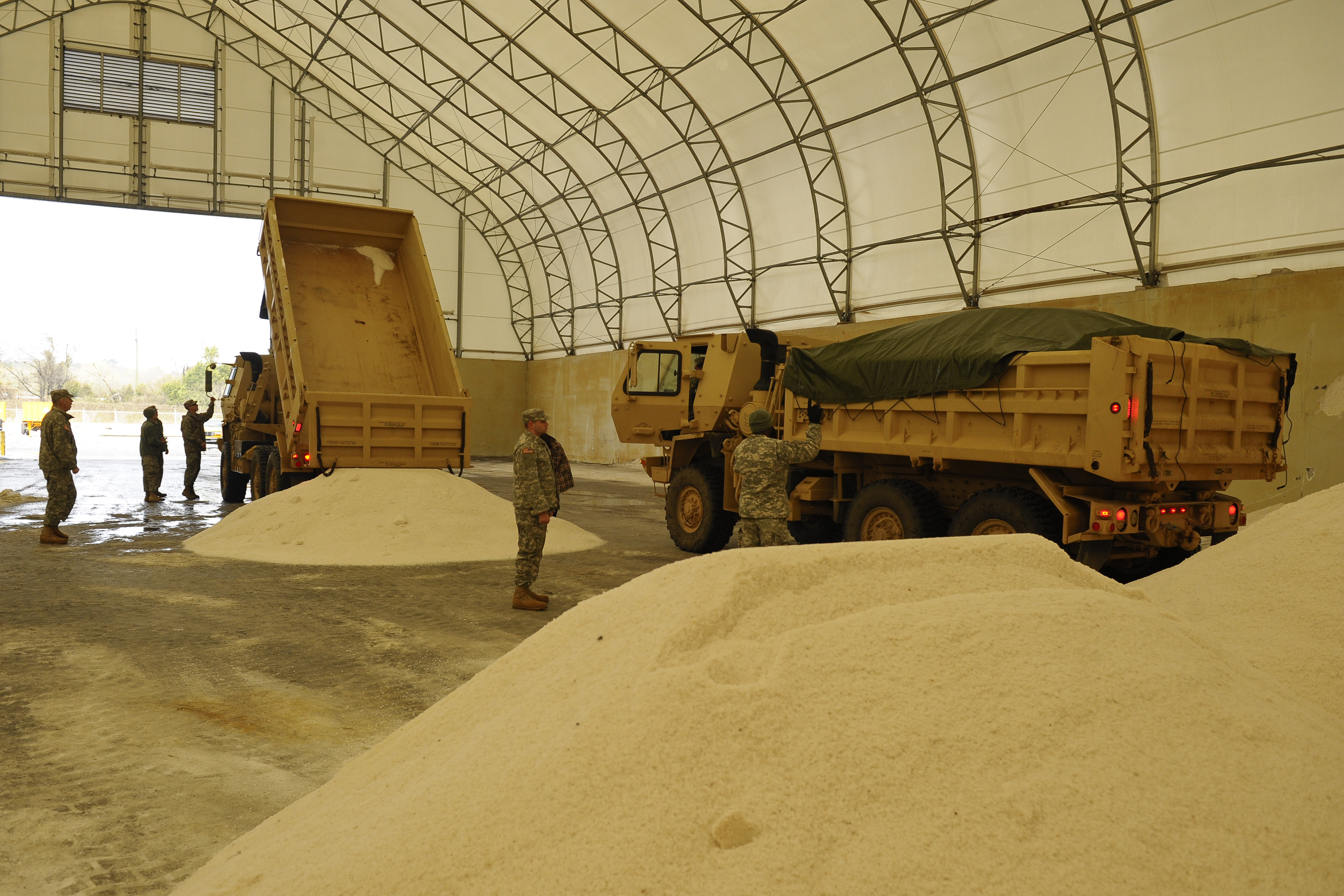
Magazyn soli drogowej

Sól drogową najczęściej przechowuje się i transportuje luzem, bądź jako pakowaną w worki 10 kg, 25 kg i BigBag 1000 kg. Transport luzem wymaga przykrycia transportowanej soli zabezpieczając ją przed czynnikami zewnętrznymi jak deszcz, śnieg, zawilgocenie. Sól drogową należy przechowywać w odpowiednio przygotowanych do tego celu zadaszonych halach i magazynach, zwracając szczególną uwagę na uniemożliwienie kontaktu z wodą, błotem lub innymi substancjami mogącymi wchodzić w reakcję z solą.